# 四乙酸二钌
四乙酸二钌或乙酸钌(II)是钌的乙酸盐之一，化学式为Ru2(OAc)4，其中OAc−为乙酸根。它可由氯化四乙酸二钌被锌汞齐在四氢呋喃中还原得到。它和三氟乙酸、三氟乙酸酐、三氟乙酸钠回流反应，可以得到[Ru2(O2CCF3)4]。